# トニー・オリバ
トニー・ペドロ・オリバ（Tony Pedro Oliva , 1938年7月20日 - ）は、キューバ共和国・ピナール・デル・リオ州出身の元プロ野球選手（外野手）。右投左打。
愛称は"Tony-O"（トニー・オー）。

## 経歴
キューバでは父親や兄弟、近所の人と毎週のように農場近くの空き地で野球をプレーしていた。本人はキューバから離れることに消極的だったが、セミプロの元野球選手だった父の奨めもあり、MLBのミネソタ・ツインズのスカウトであるジョー・カンブリアと1961年2月に契約を結んだ。彼に連れられ、アメリカ合衆国へ渡った。
1962年9月9日にMLB初出場を果たし、同年は9試合に出場。翌1963年は9月9日から7試合に出場した。いずれも打席数はわずかであったが2年とも4割を超える打率を残した。もっともこの2シーズンは大部分をツインズ傘下のファームチームで過ごしており、着実に鍛えられていた。
1964年は開幕からMLBに定着、161試合に出場して打率.323を記録し、首位打者のタイトルを獲得した。また、リーグ最多となる109得点・217安打・43二塁打・374塁打を記録。オールスターゲームに選ばれ、アメリカン・リーグ新人王を受賞。新人王の投票では、20人のうち1人がウォーリー・バンカーに票を投じたため、満票での受賞はならなかった。オールスターゲームには1971年まで8年連続で選出された。これはジョー・ディマジオの6年連続を抜き、イチローに破られるまで最多連続記録だった
。
1965年は打率.321を記録し、2年連続で首位打者のタイトルを獲得した。ワールドシリーズでは初戦で右翼手として最多タイとなる7刺殺を記録したが、7試合の出場で打率.192に終わった。チームはロサンゼルス・ドジャースに3勝4敗で敗れた。シーズン終了後のMVPの投票では、チームメイトのソイロ・ベルサイエスに次ぐ2位に入った。
1966年に初めてゴールドグラブ賞を受賞した。
1969年にアメリカ合衆国の市民権を取得した。

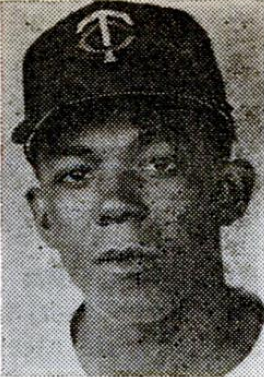
新人時代のオリバ(1963年)

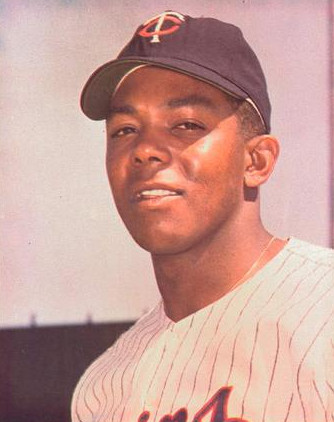
1965年

1971年は自己最高（規定打席以上）の打率.337を記録し、3度目の首位打者のタイトルを獲得した。しかし、6月29日の対オークランド・アスレチックス戦でジョー・ルディの打球をダイビングキャッチを試みた際に右膝を痛めた。そのため、オールスターゲームに選出されたものの欠場。

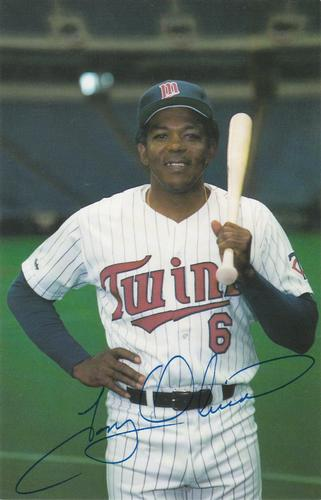
ツインズ打撃コーチ時代のオリバ(1987年)

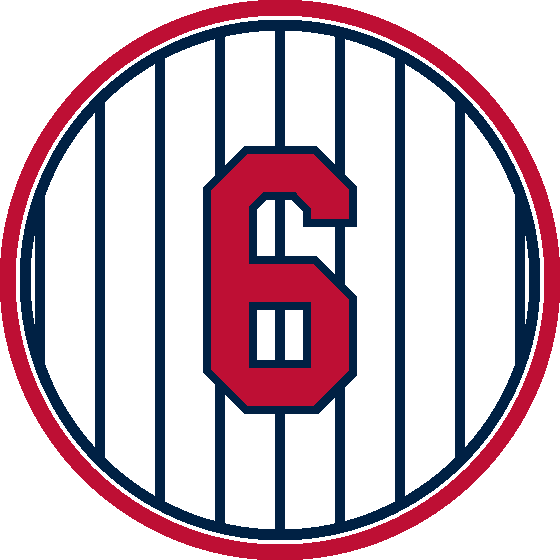
オリバの背番号「6」。
ミネソタ・ツインズの永久欠番に1991年指定。

1972年は右膝の怪我の影響で10試合の出場にとどまり、翌1973年以降は指名打者として起用された。
1976年はコーチ兼任となり、シーズン終了後に現役を引退した。1977年シーズンはコーチに専念し、同年いったん退団する。その後1985年に再びツインズのコーチに復帰し、1991年まで務めた。
1991年7月14日、オリバの現役・コーチを通じてつけていた背番号『6』はツインズ史上3人目の永久欠番に指定された。
2000年にツインズ野球殿堂入りを果たした。
2021年12月5日、ベテランズ委員会の選出により、アメリカ野球殿堂入りを果たした。

## プレースタイル
打撃成績では首位打者争いの常連であったが、とんでもないバッドボール・ヒッターとして知られていた。首脳陣から悪球を打たずに選球眼を磨けば打率4割も夢じゃないと何度も言われたが、悪球打ちこそ自分のバッティングと信じ、生涯変わることはなかった。また渡米直後からしばらくは英会話が苦手で何を言われても「最高だよ（That's great)」しか言えず、英語が分からないから悪球を打つんだと同僚達から何度もからかわれた。

## 人物

### 書類の改竄
1961年に渡米する際、オリバは1941年生まれの弟のペドロ・ジュニアのパスポートを使用し、書類はペドロ・ジュニアの名前と生年月日を示すように改竄された。しかし名前はそのまま使用され続け、オリバは1990年代後半にトニー・ペドロ・オリバと正式に改名した。

### 妻との出会い
渡米後の1962年にキューバ危機が発生して帰国出来なくなったトニーはホテル暮らしをしていた。ある日、高校生の白人少女が写真を一緒に撮ってほしいと声をかけてきた。トニーはこの少女に一目惚れし、野球好きな彼女の弟も手伝い電話番号を交換した。家族旅行に来ていた彼女が後の妻ゴデッドである。実は彼女、トニーのファンだったのでは無く、初めて見る黒人を珍しがって写真をねだったに過ぎなかった。しかし2人は電話だけの長距離恋愛を暖め、彼女が大学に進学してから真剣な交際を続けて1968年に結婚に至った。2人は子供を3人儲け、トニーは今も妻が一番だと言う。

## 詳細情報

### 年度別打撃成績
| 年 度     | 球 団     | 試 合 | 打 席 | 打 数 | 得 点 | 安 打 | 二 塁 打 | 三 塁 打 | 本 塁 打 | 塁 打 | 打 点 | 盗 塁 | 盗 塁 死 | 犠 打 | 犠 飛 | 四 球 | 敬 遠 | 死 球 | 三 振 | 併 殺 打 | 打 率 | 出 塁 率 | 長 打 率 | O P S |
| --------- | --------- | ----- | ----- | ----- | ----- | ----- | -------- | -------- | -------- | ----- | ----- | ----- | -------- | ----- | ----- | ----- | ----- | ----- | ----- | -------- | ----- | -------- | -------- | ----- |
| 1962      | MIN       | 9     | 12    | 9     | 3     | 4     | 1        | 0        | 0        | 5     | 3     | 0     | 0        | 0     | 0     | 3     | 0     | 0     | 2     | 0        | .444  | .583     | .556     | 1.139 |
| 1963      | MIN       | 7     | 7     | 7     | 0     | 3     | 0        | 0        | 0        | 3     | 1     | 0     | 0        | 0     | 0     | 0     | 0     | 0     | 2     | 0        | .429  | .429     | .429     | .857  |
| 1964      | MIN       | 161   | 719   | 672   | 109   | 217   | 43       | 9        | 32       | 374   | 94    | 12    | 6        | 3     | 3     | 34    | 8     | 6     | 68    | 9        | .323  | .359     | .557     | .916  |
| 1965      | MIN       | 149   | 647   | 576   | 107   | 185   | 40       | 5        | 16       | 283   | 98    | 19    | 9        | 2     | 10    | 55    | 12    | 4     | 64    | 8        | .321  | .378     | .491     | .870  |
| 1966      | MIN       | 159   | 677   | 622   | 99    | 191   | 32       | 7        | 25       | 312   | 87    | 13    | 7        | 2     | 6     | 42    | 10    | 5     | 72    | 16       | .307  | .353     | .502     | .854  |
| 1967      | MIN       | 146   | 615   | 557   | 76    | 161   | 34       | 6        | 17       | 258   | 83    | 11    | 3        | 1     | 5     | 44    | 12    | 8     | 61    | 9        | .289  | .347     | .463     | .810  |
| 1968      | MIN       | 128   | 528   | 470   | 54    | 136   | 24       | 5        | 18       | 224   | 68    | 10    | 9        | 1     | 5     | 45    | 16    | 7     | 61    | 10       | .289  | .357     | .477     | .833  |
| 1969      | MIN       | 153   | 692   | 637   | 97    | 197   | 39       | 4        | 24       | 316   | 101   | 10    | 13       | 2     | 5     | 45    | 12    | 3     | 66    | 10       | .309  | .355     | .496     | .851  |
| 1970      | MIN       | 157   | 674   | 628   | 96    | 204   | 36       | 7        | 23       | 323   | 107   | 5     | 4        | 1     | 4     | 38    | 12    | 3     | 67    | 16       | .325  | .364     | .514     | .878  |
| 1971      | MIN       | 126   | 518   | 487   | 73    | 164   | 30       | 3        | 22       | 266   | 81    | 4     | 1        | 0     | 4     | 25    | 8     | 2     | 44    | 21       | .337  | .369     | .546     | .915  |
| 1972      | MIN       | 10    | 30    | 28    | 1     | 9     | 1        | 0        | 0        | 10    | 1     | 0     | 0        | 0     | 0     | 2     | 0     | 0     | 5     | 1        | .321  | .367     | .357     | .724  |
| 1973      | MIN       | 146   | 624   | 571   | 63    | 166   | 20       | 0        | 16       | 234   | 92    | 2     | 1        | 0     | 4     | 45    | 14    | 4     | 44    | 13       | .291  | .345     | .410     | .754  |
| 1974      | MIN       | 127   | 494   | 459   | 43    | 131   | 16       | 2        | 13       | 190   | 57    | 0     | 1        | 2     | 4     | 27    | 11    | 2     | 31    | 14       | .285  | .325     | .414     | .739  |
| 1975      | MIN       | 131   | 515   | 455   | 46    | 123   | 10       | 0        | 13       | 172   | 58    | 0     | 1        | 0     | 6     | 41    | 15    | 13    | 45    | 10       | .270  | .344     | .378     | .722  |
| 1976      | MIN       | 67    | 128   | 123   | 3     | 26    | 3        | 0        | 1        | 32    | 16    | 0     | 0        | 0     | 1     | 2     | 1     | 2     | 13    | 2        | .211  | .234     | .260     | .495  |
| MLB：15年 | MLB：15年 | 1676  | 6880  | 6301  | 870   | 1917  | 329      | 48       | 220      | 3002  | 947   | 86    | 55       | 14    | 57    | 448   | 131   | 59    | 645   | 139      | .304  | .353     | .476     | .830  |

- 各年度の太字はリーグ最高

### タイトル
- 首位打者：3回（1964、1965、1971年）

### 表彰
- 新人王（1964年)
- ゴールドグラブ賞：1回（1966年）
- オールスターゲーム選出：8回（1964年 - 1971年）

### 背番号
- 37 (1962年 - 1964年)
- 6 (1964年 - 1977年、1985年 - 1991年)